# Trzy Kopce Wiślańskie
Trzy Kopce Wiślańskie (810 m n.p.m.) – dwuwierzchołkowy szczyt w Paśmie Równicy w Beskidzie Śląskim. Znajduje się w nim między szczytami Gościejów i Zakrzosek. Na przedwojennych mapach turystycznych i w dawniejszych przewodnikach turystycznych, np. w „Przewodniku po Beskidach Zachodnich” Kazimierza Sosnowskiego, podawany jako Malinka z kotą 809 m.
Wyraźne (patrząc od północy) spiętrzenie Trzech Kopców Wiślańskich o dwóch niepozornych kulminacjach. Niższy wierzchołek zachodni (803 m) stanowi zwornik dla bocznej odnogi Kamiennego – Bukowej – Obłaźca, odchodzącej w kierunku południowo-zachodnim. Od wyższego szczytu wschodniego ku północnemu wschodowi opada boczny grzbiecik Gronika (663 m). Ku północy opadają spod Trzech Kopców Wiślańskich widokowe polany z maleńkim osiedlem Nowa Łąka
Nazwa góry pochodzi od znajdującego się na niej styku granic trzech miejscowości: Ustronia, Wisły i Brennej. Punkt ten znajduje się na zachodnim wierzchołku góry (ok. 803 m n.p.m.), na którym istnieje obecnie węzeł szlaków turystycznych. W początkowym okresie rozwoju osadnictwa na tych terenach każda jednostka osadnicza znaczyła swe granice nacięciami na korze drzew („zakrzosy”) lub właśnie kopcami układanymi z kamieni. Przymiotnik „Wiślańskie” dodano w celu odróżnienia góry od innych Trzech Kopców (np. Trzy Kopce u styku granic Brennej, Szczyrku i Wapienicy lub Trzy Kopce w Beskidzie Żywieckim). Obecnie nw miejscu styku granic ustawiono trzy pamiątkowe duże głazy.
Ze szczytu rozpościera się widok na Skrzyczne (1257 m), Kotarz (974 m), Grabową (905 m), grzbiet Starego Gronia, osiedle Świniorka (ok. 700), Orłową (813 m), Równicę (884 m) i Czantorię (995 m).
Na grzbiecie Trzech Kopców znajduje się punkt gastronomiczny oraz miejsca noclegowe w Telesforówce.

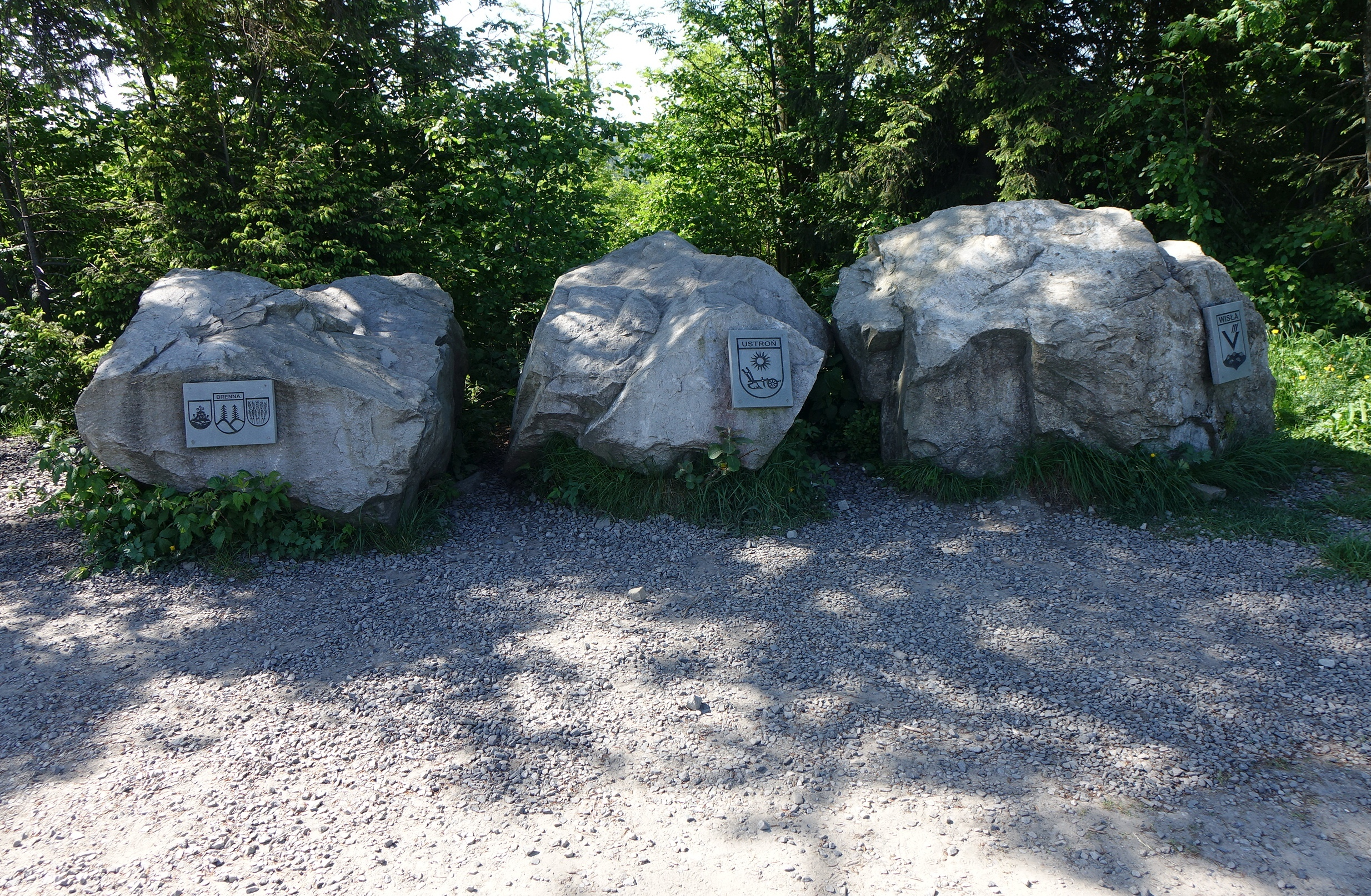
Kamienie graniczne
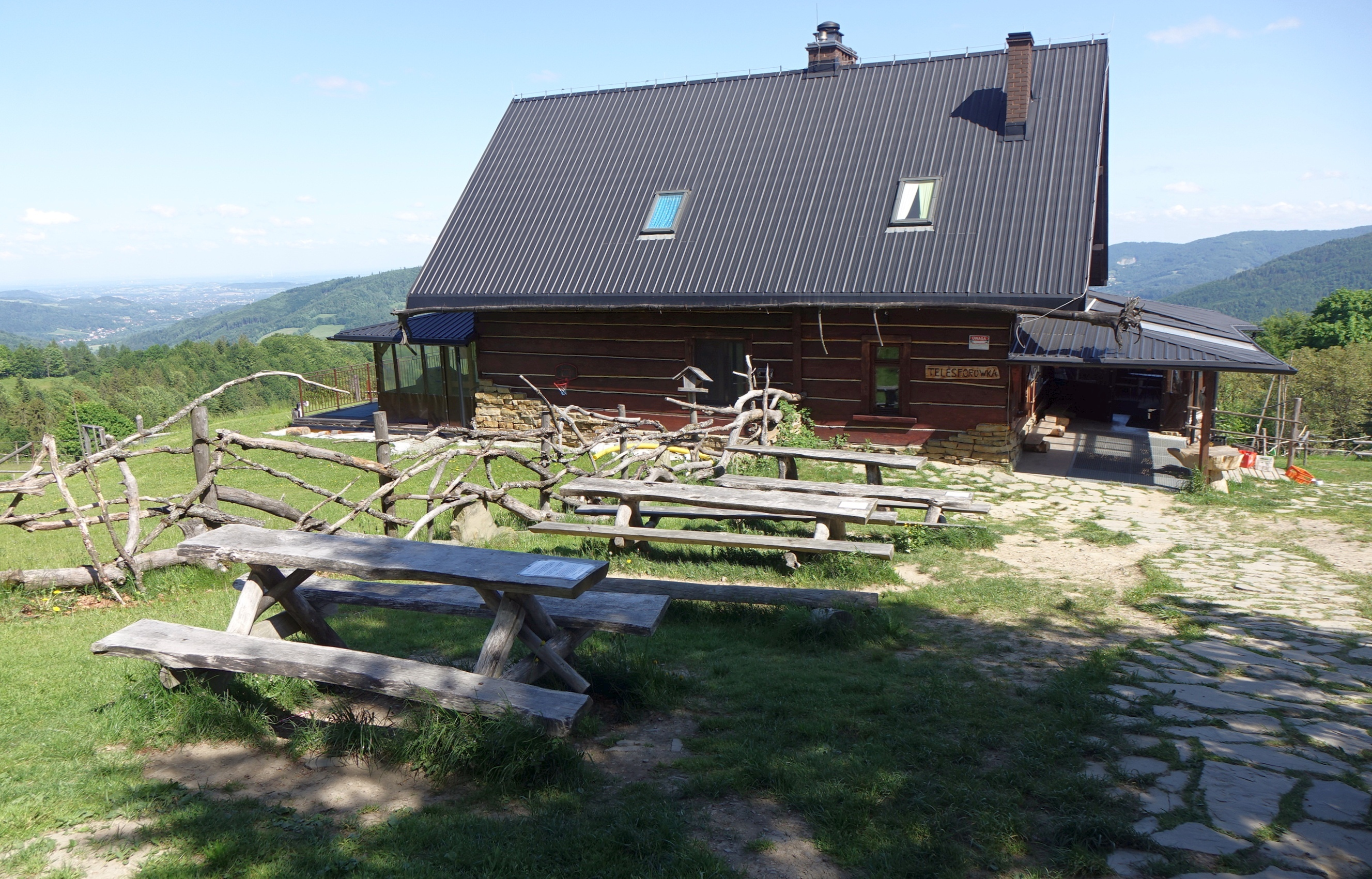
„Telesforówka”
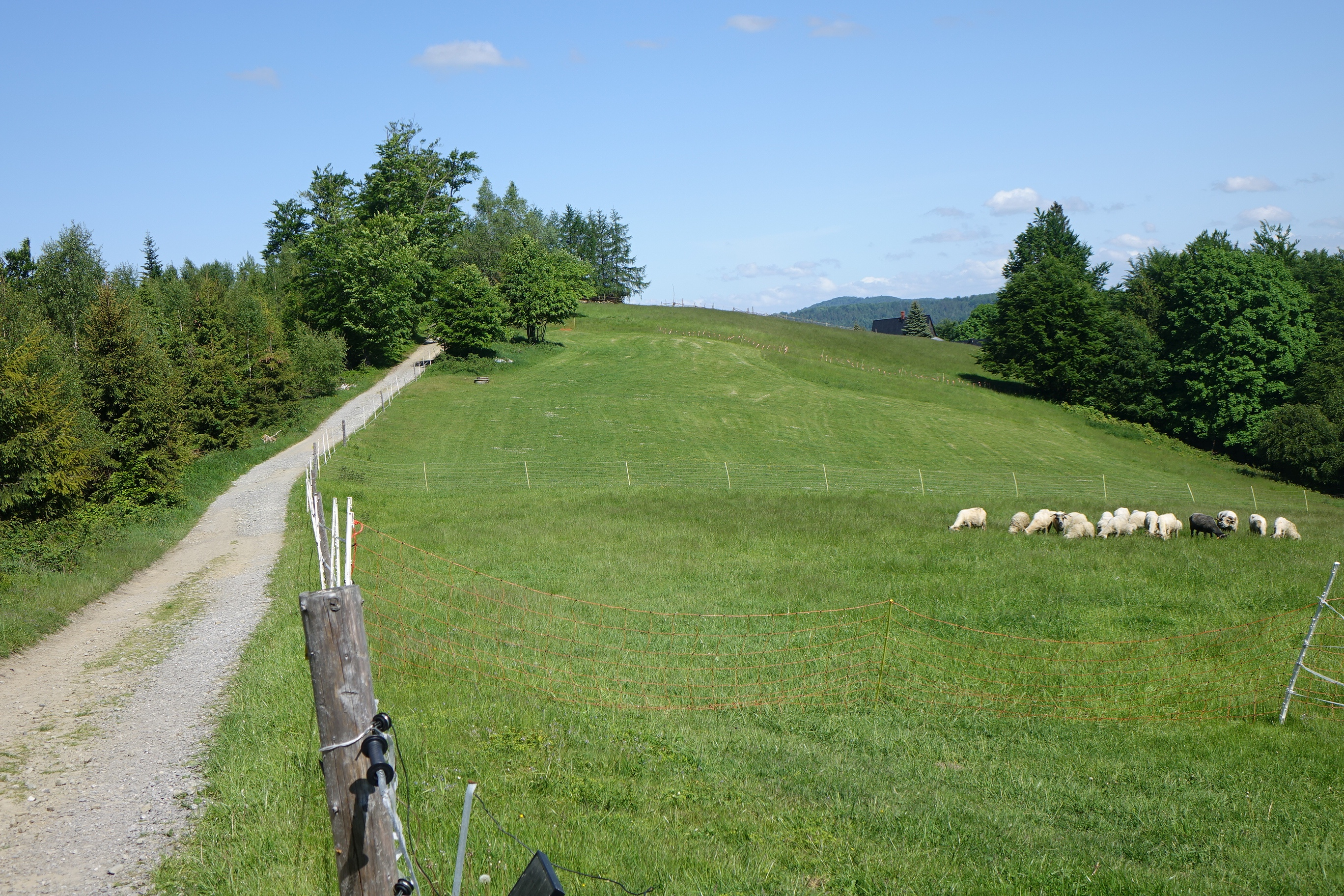
Niższy wierzchołek zachodni

## Szlaki turystyczne
na Równicę przez Orłową – 2.30 godz.
 do Brennej Centrum przez Brenną Leśnicę PKS – 3 godz.
 do Wisły Uzdrowisko PKP – 1 godz., z powrotem 1.15 godz.
 do Wisły Gościejowa przez Gościejów – 1.30 godz., z powrotem 2 godz.
  do Ustronia Dobki przez Zakrzosek – 1.10 godz., z powrotem 1.20 godz. (niebieskim do Zakrzoska, później czarnym).